# نیمه‌بیابان کپه‌داغ
نیمه‌بیابان کپه‌داغ یا ناحیه نیمه‌بیابانی کپه‌داغ (انگلیسی: Kopet Dag semi-desert) یک بوم‌ناحیه کوچک (شناسه صندوق جهانی طبیعت: PA1319) است که از مرز جنوب غربی ترکمنستان تا شمال شرق ایران گسترده شده‌است. این بوم‌ناحیه یک منطقه گذار بین بیابان‌های واقع در سمت شمال و غرب و استپ‌های کوهپایه‌ای و جنگل‌های واقع در کوه‌های بلندتر کپه‌داغ در سمت شرق. کوه‌های البرز در سمت جنوب را پوشش می‌دهد. زمین این بوم‌ناحیه عمدتاً بایر و نیمه‌بیابانی و پوشیده از تکیر است که نوعی کفه نمکی فصلی یا نهشته‌های رُسی خشک در فرورفتگی‌های میان تپه‌های ماسه‌ای است.

## موقعیت و ویژگی‌ها
ناحیه نیمه‌بیابانی کپه‌داغ بیشتر در ارتفاع کم در امتداد دامنه کوه قرار دارد، به ویژه در نواری به عرض ۲۰ کیلومتر از زمین‌های زیر کشت که به سمت شرق به طول ۳۰۰ کیلومتر تا شهر عشق‌آباد پایتخت ترکمنستان می‌رسد. بوم‌ناحیه پست بیابانی کاسپین نوار زمینی به عرض ۲۰ کیلومتر بین ناحیه نیمه‌بیابانی کپه‌داغ و دریای خزر را اشغال می‌کند. در شمال این بوم‌ناحیه بیابان دیگری قرار دارد که بیابان جنوبی آسیای مرکزی نام دارد. در سمت جنوب، بوم‌ناحیه‌های استپ جنگلی و درختچه‌زارهای کپه‌داغ و جنگل‌های هیرکانی قرار دارد. وسعت این بوم‌ناحیه از غرب به شرق حدود ۳۵۰ کیلومتر و از شمال به جنوب ۲۰۰ کیلومتر است.

## اقلیم
اقلیم ناحیه نیمه‌بیابانی کپه‌داغ در سامانه طبقه‌بندی اقلیمی کوپن از نوع نیمه‌خشک سرد (BSk) است. این اقلیم با اقلیم‌های استپی شناخته می‌شود که نوعی اقلیم میان اقلیم‌های مرطوب و بیابانی است و به‌طور معمول مقدار بارش در این اقلیم بالاتر از میزان تبخیر و تعرق است. میانگین دما در حداقل یک ماه کمتر از ۰ درجه سانتیگراد (۳۲ درجه فارنهایت) است و میزان بارندگی ممکن است به ۲۰۰ میلی‌متر در سال برسد.

## گیاهان و جانوران
بخش اعظم ناحیه نیمه‌بیابانی کپه‌داغ فاقد پوشش گیاهی است اما کشت قابل توجهی در نوار لبه شمالی کپه‌داغ وجود دارد. همچنین در ۵۰–۱۰۰ کیلومتری جنوبی منطقه، به‌ویژه در ایران، پوشش و کشت علفی وجود دارد.

## حفاظت
مناطق حفاظت‌شده اندکی در این بوم‌ناحیه وجود دارد. بخش کوچکی از پارک ملی گلستان در ایران در محدوده ناحیه نیمه‌بیابانی کپه‌داغ قرار دارد.